# Тинівка альпійська
Тині́вка альпі́йська, завиру́шка альпі́йська (Prunella collaris) — невеликий горобцеподібний птах родини тинівкових, мешканець високогір'я. Один з видів політипного роду; один з 3-х видів у фауні України.

## Опис

### Морфологічні ознаки

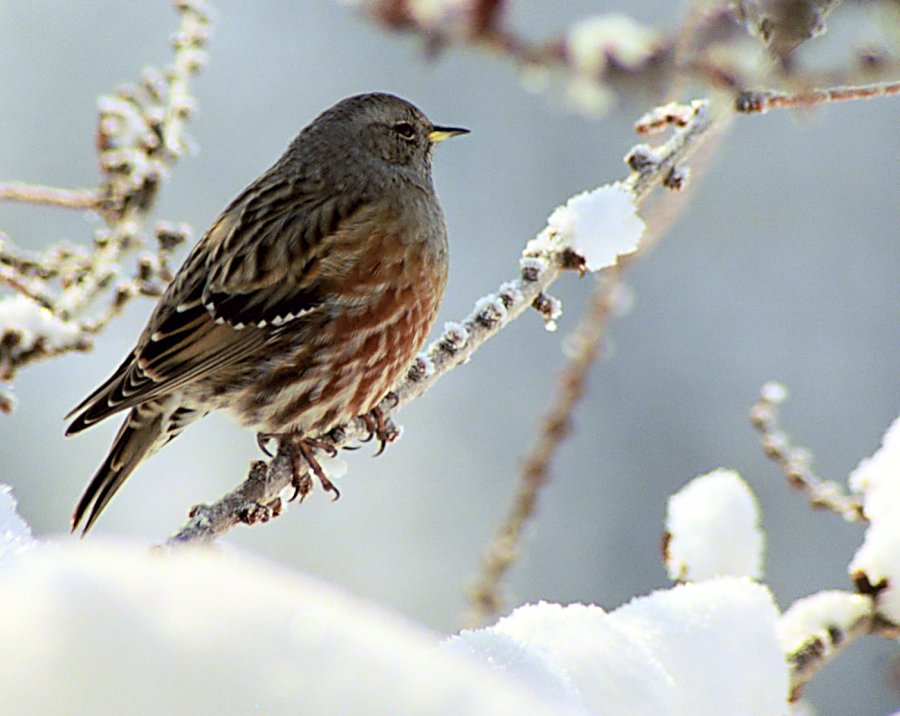

Довжина тіла — 18 см, маса — близько 40 г. Статевий диморфізм у забарвленні не виражений. Дорослий птах сірий; горло біле, з густими чорними смужками; на спині, попереку і верхніх покривних перах крил темно-бура строкатість; боки тулуба каштанові, з білуватими смугами; пера підхвістя темно-бурі, з білою облямівкою; махові пера чорні; стернові пера бурі, з білуватою верхівкою; дзьоб темно-бурий, з жовтою основою; ноги бурі. У молодого птаха світла пляма на горлі ледве помітна; сірий колір в оперенні майже цілком замінений бурим.

### Голос
Пісня — голосні дзвонкі трелі, які нагадують пісню польового жайворонка. Співаючі альпійські тинівки сидять на землі, або піднімаються у повітря, здійснюючи токовий політ. Поклик — неголосне «чірк-чірк».

## Ареал виду та поширення в Україні
Населяє гори Центральної і Південної Європи, північної частина Азії на схід до Японії. У Центральній Європі зустрічається в Альпах, Карпатах і Судетах. В Україні трапляється в Карпатах у межах Івано-Франківської та Закарпатської областей. Достовірно гніздиться на Чорногорі (гг. Петрос, Говерла, Брецкул, Данциш, Туркул, Шпиці, Ребра, Гутин Томнатик, Бребенескул, Менчул, Піп Іван), Свидовці (гг. Близниці, Герешаска), Марамороші (г. Піп Іван) та в Ґорґанах (г. Добушанка). Можливо, гніздиться на інших вершинах Ґорґан (гг.Медвежик, Хом'як, Сивуля, Попадя, Аршиця) та у Гринявах.

## Чисельність і причини її зміни
Чисельність виду у Європі оцінюють у 100−180 тис. пар, і вона наразі стабільна. Популяція виду в Українських Карпатах становить 190 пар, з яких понад 60 % гніздиться у Чорногорі. Причини зміни чисельності: несприятливі погодні умови (травневі приморозки і снігопади), випасання худоби у місцях гніздування, фактор непокою.

## Особливості біології
Осілий птах, взимку здійснює вертикальні кочівлі, спускається у долини. У цей час з'являється біля поселень людини (села, гірськолижні бази). Заселяє кам'янисті урвища і розсипи, вершини гір з окремими виходами гірських порід у субальпійському і альпійському поясах у межах висот 1600—2060 м н.р.м. До розмноження приступає у кінці травня — червні, в залежності від сходження снігу на гніздових ділянках. При загибелі перших кладок бувають повторні. Гніздиться окремими парами, рідше невеликими групами.
Особливий інтерес становить взаємовідносини між статями. Гніздову територію займає група птахів, яка складається з 3 або 4 самців та 3 або 4 самок. Таку форму взаємодії називають полігіноадрією. Самці мають ієрархію домінування з альфа-самців, які зазвичай старші за особин нижчого рангу. Самки прагнуть до парування з усіма самцями, хоча альфа-самець може захищати їх від парування з самцями нижчого рангу. У свою чергу, самці прагнуть до парування з усіма самками. Аналіз ДНК показав, що в межах одного виводку часто буває змішане батьківство, хоча самка завжди вигодовує власних пташенят. Самці можуть забезпечувати кормом пташенят з кількох гнізд в межах групового поселення, в залежності від того, чи парувався він з самкою — самець проявляє турботу про пташенят тільки у тому випадку, якщо він є для них батьком.
Гнізда розміщує у важкодоступних місцях на скелях у тріщинах або під камінням, кущами, будує зі стебел рослин, моху, корінців, лишайників, пір'я. Насиджує кладку самка, 14—16 днів. У кладці 3—5, в середньому 4 блакитних яйця розіром 23,2 x 16,6 мм. Пташенята гніздового типу, найчастіше їх виживає 2—3. Пташенята залишають гніздо у віці двох тижнів. Статева зрілість настає на другому році життя. Тинівка альпійська живиться комахами і павуками, рідше іншими дрібними безхребетними (молюсками та червами), а також ягодами і насінням рослин.

## Охорона
Вид знаходиться під охороною Бернської конвенції (Додаток ІІ). Включено до Червоної книги України (1994, 2009) (статус — вразливий) В Україні охороняється у Карпатському біосферному заповіднику, природному заповіднику «Ґорґани» та Карпатському національному природному парку. Для охорони виду потрібно заборонити випасання худоби у місцях гніздування.

## Галерея

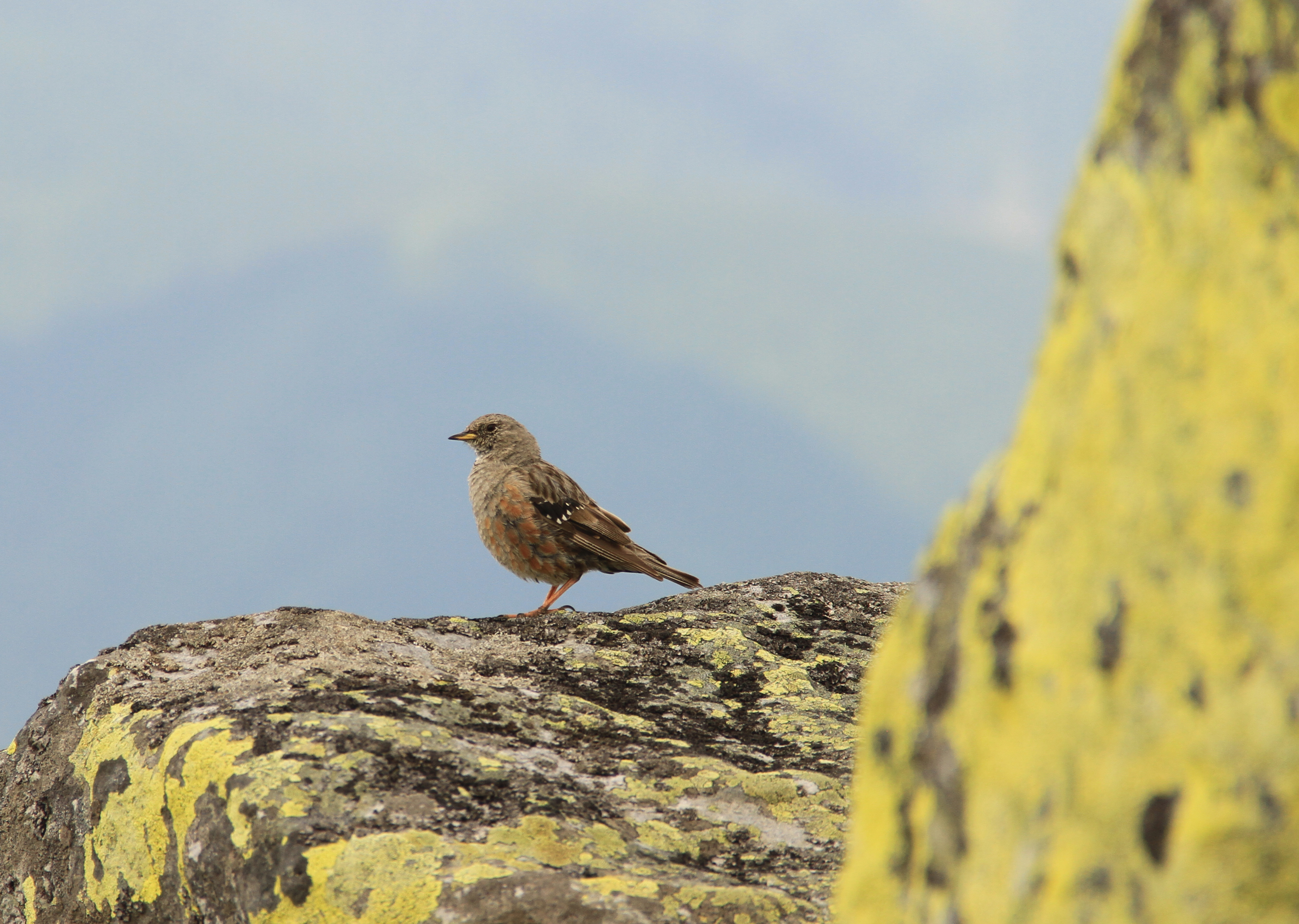
Тинівка альпійська. Карпати, Ґорґани, г. Велика Сивуля
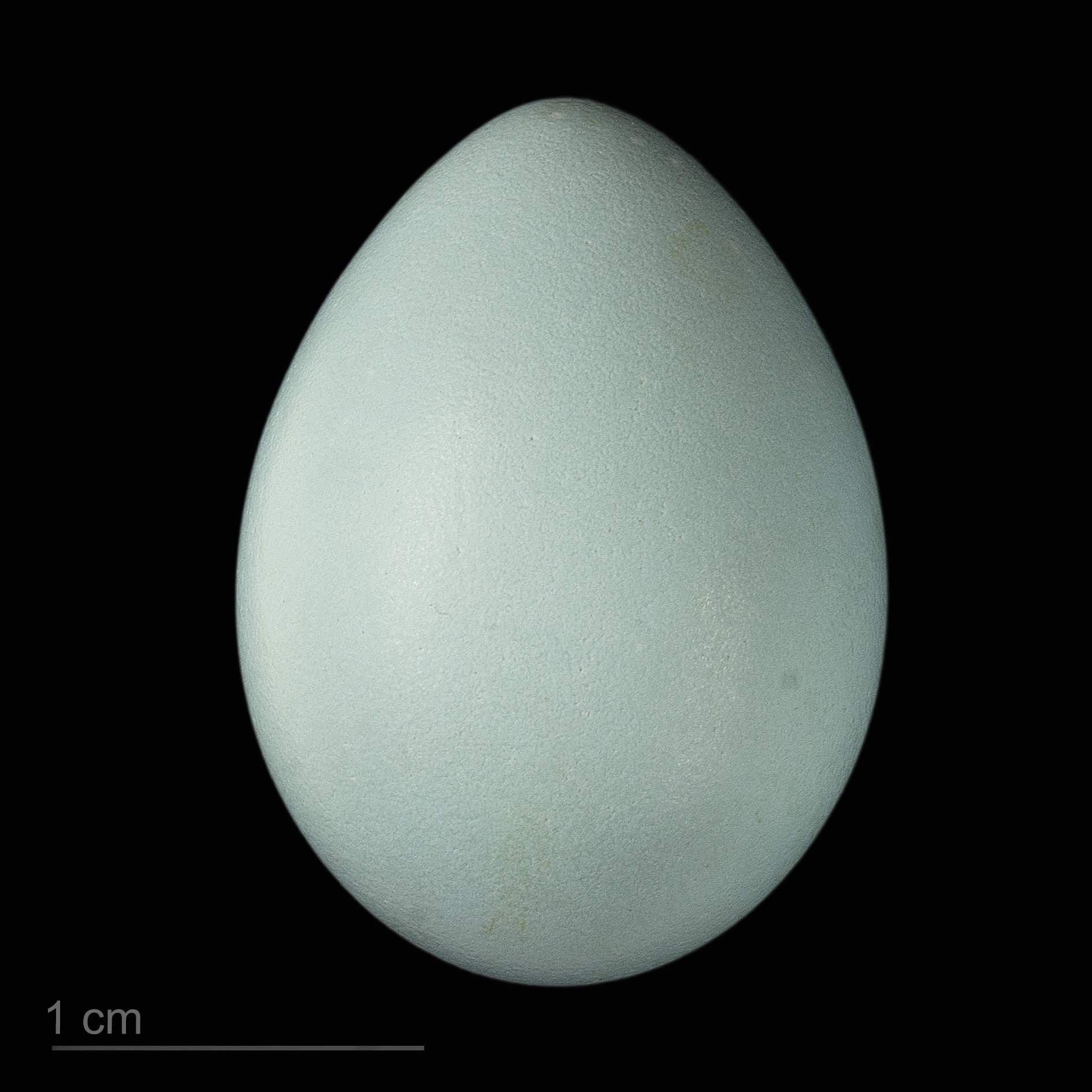
Яйце Prunella collaris collaris  - Тулузский музеум